# Symbra cordobensis
Symbra cordobensis is een vliesvleugelig insect uit de familie Eurytomidae. De wetenschappelijke naam is voor het eerst geldig gepubliceerd in 1986 door Stage & Snelling.